# Savannah La Rain
Savannah La Rain, född 9 januari 2005 i Brisbane, är en australisk skådespelare.
La Rain har bland annat medverkat i TV-serien Surviving Summer. Hon har även medverkat i filmen Hacke Hackspett på sommarläger.

## Filmografi (i urval)
- 2022–2023 – Surviving Summer (TV-serie)
- 2024 – Hacke Hackspett på sommarläger